# Baker Mayfield
Baker Reagan Mayfield (Austin, Texas, 14 de abril de 1995) es un jugador profesional de  fútbol americano, actualmente milita en Tampa Bay Buccaneers. Juega en la posición de Quarterback con el número 6.

## Primeros años
Mayfield empezó su carrera de fútbol americano universitario como quarterback para los Texas Tech Red Raiders. Es notable por ser considerado el primer quarterback de primer año en iniciar el primer encuentro de una temporada.
Se transfirió a la Universidad de Oklahoma por supuestos asunto escolares y la percepción de que se había ganado la posición de titular pero la competencia no era "realmente justa". Después de no jugar en el 2014 debido a las reglas de la NCAA, Mayfield ganó la posición de quarterback empezando el 2015. Ganó varios premios por su rendimiento con los Oklahoma Sooners, incluyendo tres selecciones al primer equipo de la Big 12 Conference (All-Big 12), dos selecciones al primer equipo All-American y el Trofeo Heisman en 2017, su último año como universitario.

## Carrera profesional

### Cleveland Browns
Los Cleveland Browns seleccionaron a Mayfield como la primera selección en general en el draft de 2018. En su primer juego en la NFL, Mayfield lideró a los Browns a su primera victoria en 19 partidos, acabando un período de 635 días sin victorias. Lanzó para 27 touchdowns en sus 13 inicios para los Browns en 2018, rompiendo el récord de temporada para un novato establecido anteriormente por Peyton Manning y Russell Wilson, quiénes pasaron para 26 touchdowns.

## Estadísticas generales
| Año   | Equipo | Juegos | Juegos | Pase | Pase  | Pase | Pase   | Pase | Pase | Pase | Pase | Acarreos | Acarreos | Acarreos | Acarreos | Balones sueltos |
| Año   | Equipo | GP     | GS     | Cmp  | Att   | Cmp% | Yds    | Avg  | TD   | Int  | Rate | Att      | Yds      | Avg      | TD       | Balones sueltos |
| ----- | ------ | ------ | ------ | ---- | ----- | ---- | ------ | ---- | ---- | ---- | ---- | -------- | -------- | -------- | -------- | --------------- |
| 2018  | CLE    | 14     | 13     | 310  | 486   | 63.8 | 3,725  | 7.7  | 27   | 14   | 93.7 | 39       | 131      | 3.4      | 0        | 7               |
| 2019  | CLE    | 16     | 16     | 317  | 534   | 59.4 | 3,827  | 7.2  | 22   | 21   | 78.8 | 28       | 141      | 5.0      | 3        | 6               |
| 2020  | CLE    | 16     | 16     | 305  | 486   | 62.8 | 3,563  | 7.3  | 26   | 8    | 95.9 | 54       | 165      | 3.1      | 1        | 8               |
| Total | Total  | 46     | 45     | 932  | 1,506 | 61.9 | 11,115 | 7.4  | 75   | 43   | 89.1 | 121      | 437      | 3.6      | 4        | 21              |

Fuente: Pro-Football-Reference.com